# Gerlosberg
Gerlosberg é um município da Áustria, situado no distrito de Schwaz, no estado do Tirol. Tem 16,26 km² de área e sua população em 2019 foi estimada em 464 habitantes.